# Залесье Второе
Залесье Второе (укр. Залісся Друге) — село в Каменец-Подольском районе Хмельницкой области Украины.
Население по переписи 2001 года составляло 666 человек. Почтовый индекс — 32334. Телефонный код — 3849. Занимает площадь 1,583 км².

## История
В 1946 г. указом ПВС УССР село Армянские Хутора переименовано в Залесье.

## Местный совет
32324, Хмельницкая обл., Каменец-Подольский р-н, с. Залесье Второе, ул. Б. Хмельницкого, 90